# Pústaia
Pústaia (en rus: Пустая) és un poble de l'óblast de Kaluga, a Rússia, que en el cens del 2010 tenia vuit habitants, pertany al districte de Spas-Démensk.